# Ange avec l'inscription
Ange avec l'inscription est une statue de l'artiste italien Gian Lorenzo Bernini. Commandée à l'origine par le pape Clément IX pour orner le Pont Saint-Ange, la statue est remplacée par une copie et l'original est transférée à Sant'Andrea delle Fratte à Rome, en Italie. Le Bernin entame la réalisation en 1667 et l'achève en 1669.  
Il pourrait sembler que dans cette œuvre tardive, le Bernin ne s'inspire pas des œuvres anciennes, mais le corps (et non la draperie) dérive du Belvedere Antinoo [Quoi ?] : une figure étudiée par de nombreux autres artistes tels que Algardi, Duquesnoy et Poussin. Le Bernin dira aux étudiants de l'Académie de France [Quoi ?] à Paris qu'il s'est inspiré à plusieurs reprises de cette statue, dès sa jeunesse, la considérant comme un « oracle ».